# Dag Stålsjö
Dag Olof Osvald Stålsjö, född 14 april 1937 i Gamlestads församling i Göteborg, död 8 september 1991 utanför Örebro (men då skriven i Skallsjö församling i Lerums kommun), var en svensk TV-producent och författare.
Han var från 1963 producent vid Sveriges Television i Göteborg och producerade bland annat Kvällsöppet och Tipsextra. 
Stålsjö förespråkade en alternativ syn på hur Sveriges historia ska tolkas, i konflikt med många akademikers uppfattningar.

## Verk
Stålsjö gjorde 1981–1982 en TV-serie, Svearikets vagga, där amatörhistoriker som Mac Key och andra företrädare för Västgötaskolan fick stort utrymme att redogöra för sina idéer. Serien sändes i sex avsnitt: 
1. 1981-11-25 – "Skåneland utan förskoning"
2. 1981-12-09 – "Landet längesen fimbulvinter"
3. 1981-12-21 – "Midvinterblot"
4. 1982-02-03 – "Satta i hög"
5. 1982-02-10 – "Kristningemarken"
6. 1982-02-17 – "Nyckel av järn"

Serien följdes av en TV-debatt 10 september 1982 med Lars Orup som debattledare. Många protesterade, och 10 november 1983 fällde radionämnden programmet för bristande opartiskhet sedan detta anmälts av fyra upprörda personer. Stålsjö kommenterade Radionämndens utslag i boken Svearikets vagga: ”Det föreföll som om nämnden själv kände sig förfördelad och ordvalet i bedömningen visar att man anser sig helt kapabel att döma i vetenskapliga sakfrågor. Sålunda skrev man att – privatforskarna framför spekulationer, påståenden och har idéer, medan vetenskapen har argument och åsikter”. 
Föreningen Vetenskap och Folkbildning instiftade utmärkelsen årets förvillare 1987 och tilldelade det till Stålsjö för hans program om fornsvensk historia, evighetsmaskiner och slagruta. Motiveringen lyder: ”Dag Stålsjö utnämns till årets förvillare 1987 för sina TV-program om bl.a. evighetsmaskiner, slagrutor och fornsvensk historia. Hans okritiska framställningssätt bidrar till att underbygga auktoritetstro och skapa felaktiga föreställningar om vad vetenskapligt arbete innebär.”
Stålsjö var värd i radioprogrammet Sommar 27 juli 1989.
År 1990 producerade Stålsjö en uppföljare till Svearikets vagga under namnet namn Strövtåg till heliga källor och kor som sändes den 8 och 13 januari 1990, där Stålsjö presenterade argument för att Östergötland skulle vara Svearikets vagga. Även det programmet blev fällt för partiskhet i granskningsnämndens beslut 21 februari 1991.
Stålsjö omkom vid en trafikolycka då hans bil krockade med en älg. Olyckan inträffade på riksväg 60 cirka 15 kilometer norr om Örebro. Hans sista tv-serie, Drömmen om Atlantis, visades postumt. Denna gång kom även akademiska forskare till tals, men serien visade mycket tydligt att klyftan låg mellan privatforskarna och Stålsjö på den ena sidan och den etablerade akademiska forskningen på den andra.
Stålsjö är begravd på Stadskyrkogården i Alingsås.

### Böcker
- Svearikets vagga: en historia i gungning, 1983, ISBN 91-970238-7-6.

### Regi
- Gänget på skäret (1965)
- Svearikets vagga: en historia i gungning, 1981–1982
- Strövtåg till heliga källor och kor
- Strövtåg till Bronsåldern
- Drömmen om Atlantis, 1991–1992